# Barbijaputa
Barbijaputa, es una escritora, columnista, tuitera y activista feminista española. La firma Barbijaputa apareció por primera vez publicada en un blog y se dio a conocer masivamente en un perfil en la red social de Twitter creado en 2009, en el que trata diversos aspectos de actualidad del feminismo y la política. En sus artículos denuncia abiertamente actitudes machistas en la sociedad que no escapan a la controversia.

## Trayectoria
Hasta 2025 se mantuvo en secreto su identidad y solo se sabían unos pocos datos (su condición de mujer, de Andalucía, que había trabajado como auxiliar de vuelo en Tenerife o que había residido en Madrid y posteriormente se había instalado en Andalucía).

Se autodefinió como:
... una chica anónima que se hace eco de las noticias que considera oportunas cuando lo cree oportuno y vierte su opinión libremente en su cuenta de Tuiter. Diré más o menos tonterías, acertaré algunas veces, me equivocaré otras. Pero sobre todo, intento aprender y agudizar el pensamiento crítico, cosa que Tuiter favorece. Podré perder los papeles y salirme de tono tantas veces como ovule, quiera, sienta y crea necesario. A quien no le guste (perfectamente comprensible) puede dejar de seguirme, pero siempre recordando que no le debo reembolsar ningún dinero, ni dar explicaciones, ni pedirle perdón. También puede volver a seguirme, no le cobraré.
El seudónimo de Barbijaputa fue creado durante su residencia en Tenerife cuando trabajaba como auxiliar de vuelo y al no tener amigos allí crea un blog personal con la única intención de comunicarse. La razón inicial del anonimato era evitar que las críticas a su empresa le acarreasen el despido.
En 2009 se inició en la red social Twitter con el mismo seudónimo, y del mismo modo que hacía en su blog comentaba la actualidad haciendo denuncia del machismo en la sociedad de manera políticamente incorrecta. Su popularidad creció con un gran número de seguidores y detractores, convirtiéndose en una persona con influencia para el feminismo en las redes sociales en español no exenta de polémica.
Inició su colaboración en la prensa digital, siendo columnista en eldiario.es.
En 2015 comenzó su trabajo como escritora siendo su primer libro publicado El planeta Lilaverdía, libro de poesía infantil en la que sustituye su seudónimo por Lula Libe. 
En 2016 publicó la novela La chica miedosa que fingía ser valiente muy mal, la cual ha sido llevada al teatro,y en 2017 publicó el ensayo Machismo 8 pasos para quitárselo de encima en los que anima a matar el machismo. Ambos con el seudónimo de Barbijaputa y cuya temática principal es el feminismo, el machismo y el heteropatriarcado.
En 2016 fue distinguida con el Premio a la Comunicación no Sexista en medios digitales por su blog en eldiario.es de la Asociación de Mujeres Periodistas de Cataluña (ADPC).
En 2018 incursionó en el mundo del podcast estrenando Radiojaputa.
En 2019 publicó Nadie duerme, una novela distópica basada en un futuro en el que los partidos políticos de izquierdas han sido ilegalizados.
Ha colaborado como columnista en los medios de información digital entre ellos La Marea, eldiario.es, Pikara Magazine y mantuvo un blog en el diario Público, que sería clausurado debido a sus posturas críticas con el transgenerismo.
A principios de 2025 fue acusada por la fiscalía de haber publicado, presuntamente, insultos contra los judíos. Su verdadero nombre se hizo público y la acusación pidió un año y 9 meses de cárcel además de una multa de 9€ diarios durante 11 meses. La Audiencia Provincial de Madrid la absolvió.
También en 2025 y tras varias polémicas similares, fue despedida del medio  Público tras escribir un artículo de opinión abiertamente tránsfobo y por tanto contrario a la línea editorial del diario, que asegura estar comprometido con el feminismo y la defensa de los Derechos Humanos del colectivo LGTBIQ+. 

## Contra la misoginia y el fascismo
En sus libros y artículos destaca la denuncia de la misoginia y cómo habitualmente la mirada de la sociedad establece un amplio nivel de tolerancia contra la violencia estructural contra las mujeres.  También denuncia cómo la lucha por la liberación de la mujer es usada y tergiversada constantemente por los movimientos conservadores, fascistas y racistas.
Después de Machismo. 8 pasos de quitártelo de encima publicado en 2018 dedicado al cuestionamiento de comportamientos machistas y a la reflexión sobre cómo modificar conductas que no sólo perjudican a las mujeres sino que afectan a toda la sociedad, en 2019 publicó el libro Nadie duerme, publicado en 2019, en el que se relata la historia de un grupo de mujeres dispuestas a liberar a su país del partido fascista que gobierna y que tiene atemorizada a la población, sobre todo a los sectores femeninos, LGTB y migrantes, mediante el colectivo FFR (Frente Feminista Revolucionario), cuyas integrantes son anónimas. Una historia que transcurre en el lugar ficticio, Eare, -explica Andrea Martín Rivas en "Distopía o realidad?- que después de haber estado bajo el gobierno de la IdE (partido político de izquierda), ha pasado a estar en el control del Totem (partido político de extrema derecha) dirigido por Luco Barán. Este último se dedica a perseguir a grupos feministas estableciendo leyes como la prohibición de reunión a grupos de más de diez mujeres y, si lo hacen, deben estar acompañadas por hombres. Si alguna se enfrenta a ellos, pasará por un duro interrogatorio en el que, además, se la humillará rapándole el pelo.

## Publicaciones
- — (2015). El planeta Lilaverdía. Editorial Origami. ISBN 8494303988. OCLC 927714742.[35][36]

- — (2016). La chica miedosa que fingía ser valiente muy mal. Aguilar (Penguin Random House Grupo Editorial). ISBN 8403515588. OCLC 1243761885.[6]

- — (2017). Machismo: 8 pasos para quitárselo de encima. Roca Editorial. ISBN 8416867070. OCLC 1123078377&.[37]

- — (2019). Nadie duerme. SUMA (Penguin Random House Grupo Editorial). ISBN 8415862954. OCLC 1125195482.[38]